# Mirphak
Mirphak (α / alpha Persei) is de helderste ster (schijnbare magnitude 1,79) in het sterrenbeeld Perseus met een afstand van 506 lichtjaar. Het is een Type F5Ib geelwitte superreus met een diameter van zo'n 62 keer die van de Zon. Mirphak is de helderste ster van een open sterrenhoop (de alpha Persei hoop ofwel Melotte 20) die op ongeveer 575 lichtjaar van ons af staat en die met het blote oog of, nog beter, met een verrekijker goed te zien is.
De ster staat ook bekend als Marfak, Algenib en Mirfak.